# Herb Jordanii
Herb Jordanii zaprojektowany został w 1921 roku, a oficjalnie przyjęty 25 sierpnia 1934 roku przez znajdującą się pod zwierzchnictwem brytyjskim Transjordanię. Po ogłoszeniu niepodległości przez ten kraj w 1946 roku (od 1950 roku Jordania), stał się jego herbem.

## Opis
Na zwieńczonym koroną królewską płaszczu heraldycznym, umieszczone bezpośrednio godło, wsparte na postumencie roślinnym udekorowanym szarfą oraz jordańskim Orderem Odrodzenia.
Godło przedstawia tradycyjną okrągłą tarczę wojowników jordańskich, ponad którą czarny orzeł z rozpiętymi skrzydłami, obrócony w prawo, stojący na ziemskim globie barwy błękitnej, za orłem panoplium z włóczni i flag Jordanii.

## Symbolika
Korona symbolizuje monarchię. Płaszcz heraldyczny nawiązuje do dynastii Haszymidów. W centralnej części znajduje się orzeł, symbolizujący moc i potęgę. Flagi są odniesieniem do symboli arabskiej rewolty. Postument składa się z trzech źdźbeł pszenicy oraz liścia palmy – roślin stanowiących podstawę wyżywienia mieszkańców Jordanii. Pod postumentem zawieszone jordańskie odznaczenie – Order Odrodzenia.